# مغازلة

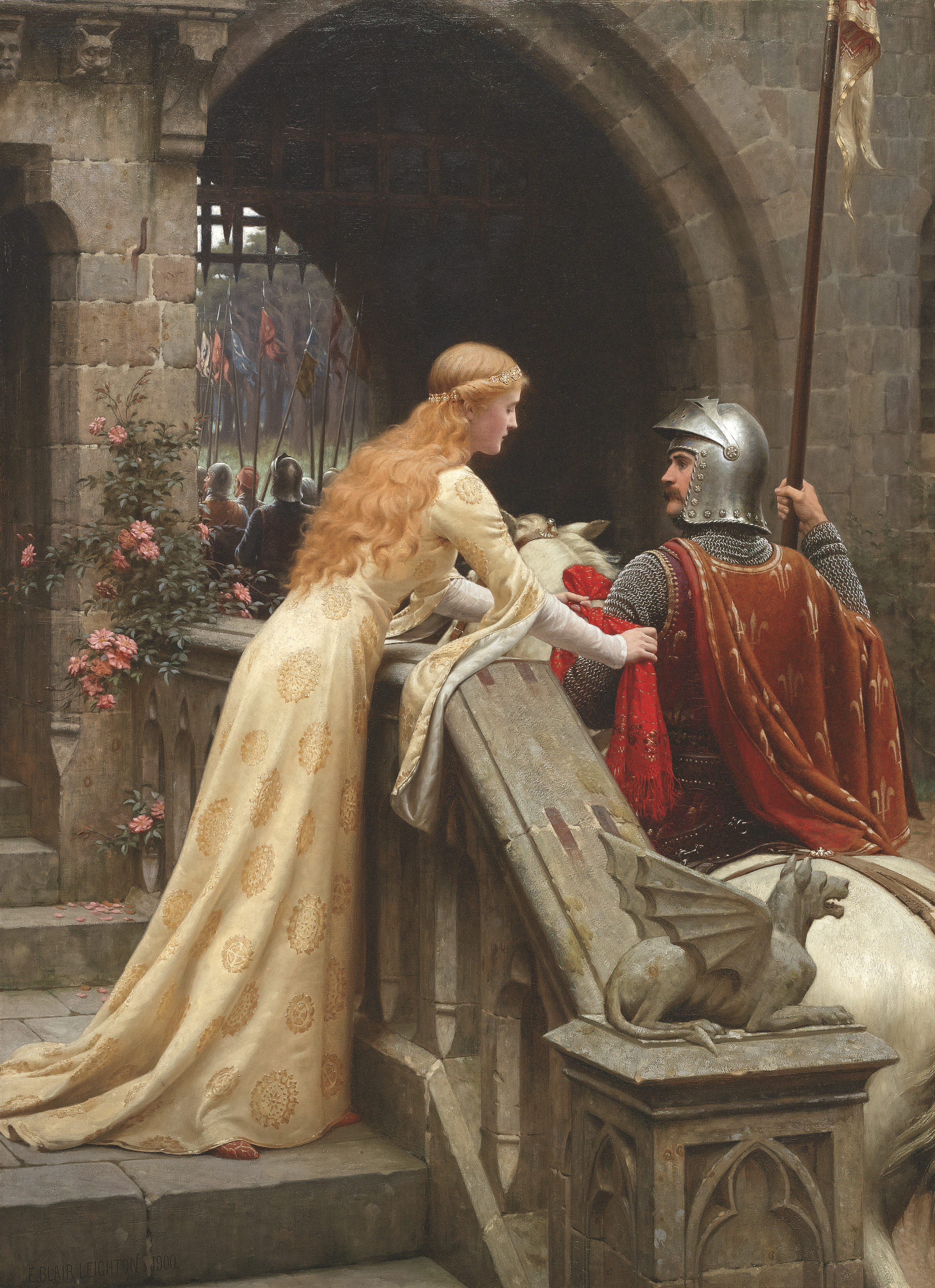

المغازلة أو التودد (بالإنجليزية: Courtship)‏ هي محاولة إبداء الشخص اهتمامه العاطفي لشخص ما كي يشعر بانجذابه إليه. المُغازلة عادةً ما تكون بين الجنسين الذكر والأنثى. وتكون المغازلة بطُرقٍ مختلفة منها الكلام العاطفي ذو طابعٍ رومانسي جذّاب. أو الإيماءات الجسدية وملامح الوجه التعبيرية أو عن طريق الهدايا والرسائل وغيرها من الوسائط. وهي بمثابة محاولة إنشاء العلاقات من قبل أحد الأطراف مع الطرف الآخر. وتكون المُغازلة عادةً بأسلوب لطيف. كما أنها لا تقتصر فقط على الإنسان. فجميع الحيوانات لديها أساليب مُختلفة في المغازلة. كما يفعل ذلك ذكر السلحفاء الخضراء عندما يقوم بعض أجزاء جسم الأنثى بلُطف. وكذلك ذكور الكثير من أنواع الضفادع التي تستخدم الكيس الصوتي كوسيلة للمغازلة. يدرس الكثير من علماء لغة الجسد والمجتمع النسوي أسلوب المغازلة والتي تُعد أحد أهم الأساليب في جذب النساء من قِبل الرجال.